# 布拉肯 (印第安納州)
布拉肯（英語：Bracken）是位於美國印地安納州亨廷頓縣的一個非建制地區。該地的面積和人口皆未知。